# Hüttenmeisterhaus

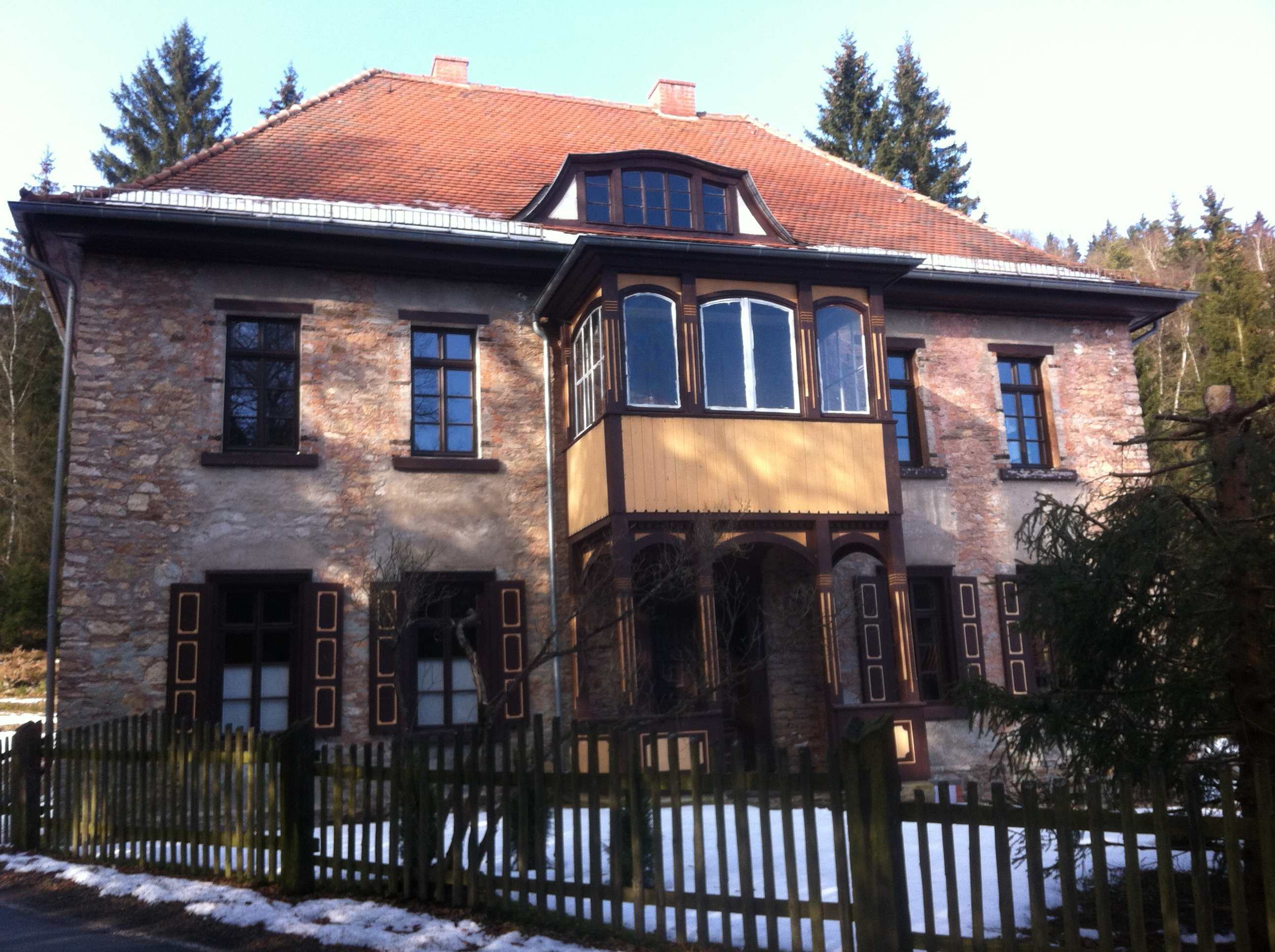
Haus Hüttenplatz 1

Das Hüttenmeisterhaus ist ein denkmalgeschütztes Gebäude im zur Stadt Harzgerode in Sachsen-Anhalt gehörenden Ortsteil Silberhütte (Anhalt) im Harz.

## Lage
Das Haus befindet sich im Selketal, nördlich der Selke, am westlichen Ortseingang von Silberhütte, an der Adresse Hüttenplatz 1 an Landesstraße 234 nach Straßberg. Im örtlichen Denkmalverzeichnis ist es als Wohnhaus eingetragen.

## Architektur und Geschichte
Das Gebäude wurde als Wohnhaus des höchsten Hüttenbeamten vor Ort in der Mitte des 18. Jahrhunderts errichtet. Andere Angaben nennen den Anfang des 19. Jahrhunderts. Bedeckt ist der zweigeschossige Bau von einem Walmdach. Im Jahr 1905 wurde vor das Gebäude ein Eingangsvorbau gesetzt, der einen Balkonaufsatz erhielt und mit Kerbschnittverzierungen versehen ist. Die ursprüngliche Verkleidung mit Schiefer war zumindest zeitweise durch eine im Erscheinungsbild gleiche Verkleidung aus Eternit ersetzt worden. Anfang des 21. Jahrhunderts wurde die Verkleidung entfernt. In der Literatur wird das Gebäude als Fachwerkhaus bezeichnet.